# جیا اسکووا
جیا اسکووا (انگلیسی: Gia Skova; ۱۳ ژوئیهٔ ۱۹۹۱) بازیگر و مدل اهل روسیه بود.